# 完顏承暉
完顏承暉（1149年—1215年5月31日）金國大臣，金太祖完顏阿骨打幼弟鄆王完顏昂的孫子，金宣宗時，官至尚書右丞相。
貞祐元年（1213年），蒙古帝國大汗鐵木真，攻克居庸關。貞祐二年（1214年），金宣宗認為中都（今北京市）不能守，所以遷都南京開封府。留下完顏承暉為中都留守。貞祐三年五月初二日（1215年5月31日），成吉思汗通過激烈的戰鬥，攻陷中都，完顏承暉自殺。謚忠肅，追封廣平郡王。

## 延伸阅读
[在维基数据编辑]
 《金史·卷101》，出自脱脱《遼史》